# Lwowski Pałac Sztuki
Lwowski Pałac Sztuki – galeria sztuki i centrum wystawiennicze we Lwowie, w dzielnicy Nowy Świat przy ulicy Mikołaja Kopernika 17.

## Architektura
Gmach został zaprojektowany przez Wasyla Kamenszczyka w 1987 roku na zlecenie Rady Miasta, w projektowaniu udział brał również zespół architektów, w skład którego wchodzili W. Kulikowski, W. Iwanski, Z. Pidlisny, I. Bilakowa. Styl budynku miał nawiązywać do mansardowego dachu pobliskiego pałacu Potockich i jego zdobień, posiada ozdobną barierkę z tralkami, oraz rzeźbę świętego Łukasza dłuta zespołu rzeźbiarzy: Dmytra Krwawycza, M. Posikiry i Ł. Jaremczuka. 

## Dane budynku
Budowa rozpoczęła się w 1996 roku. Czterokondygnacyjny budynek posiada dwanaście sal wystawowych o łącznej powierzchni 3600 m². Najmniejsza sama ma 50,2 m², największa 795 m². Wysokość pomieszczeń jest zróżnicowana, najwyższe ma ok. 8 metrów. Część biurowo-konferencyjna ma powierzchnię 8700 m², sala konferencyjna posiada 200 miejsc przystosowanych do uczestnictwa w konferencji, prezentacji lub oglądania koncertów. Istnieje możliwość otworzenia sal wystawienniczych z terenem przylegającym do pałacu sztuki, co pozwala na umieszczanie części ekspozycji w plenerze.